# Colpo (Morbihan)
Colpo en idioma francés y oficialmente, Kolpoù en bretón,  es una localidad y comuna francesa en la región administrativa de Bretaña, en el departamento de Morbihan. 

## Historia
La zona megalítica de Larcuste, en la comuna, induce a pensar que la región se encontraba ya habitada en el Neolítico (5.000 a 2.000 a. C.)

## Demografía
| 1222 | 1231 | 1158 | 1378 | 1659 | 1809 |
| Para los censos de 1962 a 1999 la población legal corresponde a la población sin duplicidades (Fuente: INSEE [Consultar]) |      |      |      |      |      |

## Personalidades ligadas a la comuna
- Elisa Bacchiochi, prima de Napoleón III.